# Tei Dō
Jana Ueekata Rizan (謝名 親方 利山 (Tạ Danh Thân Phương Lợi Sơn) 1549–1611), tên gọi Lưu Cầu kiểu Hán là Tei Dō (鄭迵 (Trịnh Đồng)), là một nhân vật chính trị và quân sự người Lưu Cầu trong triều đình vương quốc Lưu Cầu. Ông là một thành viên của Tam ti quan, tức những quân sư thân cận nhất của quốc vương, Rizan là viên quan Lưu Cầu duy nhất từ chối công nhận quyền bá chủ của phiên Satsuma của Nhật Bản đối với Lưu Cầu; do vậy ông đã bị hành quyết.
"Jana Ueekata" thực ra là một tước hiệu, không phải là tên, tước hiệu này phản ánh việc Rizan từng có địa vị thân phương (ueekata), và được phong đất vùng Jana. Cấu trúc tên gọi này cùng với việc ông cũng có một tên kiểu Hán là nét đặc trưng của tầng lớp quý tộc Lưu Cầu.

## Tiểu sử
Rizan xuất thân từ Kumemura giống như hầu hết các quan lại khác trong triều đình, Kumemura là một cộng đồng có nguồn gốc từ những người Hán nhập cư và là trung tâm quan trọng nhất của sự học tại vương quốc Lưu Cầu. Sau khi được lựa chọn để làm quan trong tương lai, ông đến Trung Quốc lưu học vào năm 16 tuổi, ông đã ở tại Quốc tử giám Bắc Kinh trong sáu năm. Ông cũng đã trở lại Bắc Kinh một số lần trong quá trình phụng sự đất nước sau này khi dẫn đầu đoàn triều cống và tham gia các hoạt động ngoại giao khác. Năm 1606, ở tuổi 57, ông trở thành một thành viên Tam ti quan, gồm những quân sư thân cận nhất của quốc vương.
Triều đình Lưu Cầu khi đó bị phân thành phe thân Minh và phe thân Nhật Bản; Jana Ueekata là một người thân Minh mạnh mẽ, và ông được xem là đã cư xử vô lễ với các sứ giả Nhật Bản đến từ Satsuma. Khi Toyotomi Hideyoshi, thông qua Satsuma, yêu cầu Lưu Cầu cung cấp quân và tài lực để hỗ trợ chiến dịch xâm lược Triều Tiên của ông, quốc vương Shō Nei đã lờ đi đòi hỏi này, phần lớn là do nghe theo lời khuyên của Jana Ueekata.
Phiên Satsuma đem quân xâm lược Lưu Cầu vào năm 1609, trên danh nghĩa là để đáp trả việc Lưu Cầu đã không đáp ứng các yêu cầu của Nhật Bản. Khi đó, Rizan giám sát việc phòng thủ thành Mie ở cảng Naha; sau khi kinh thành Shuri thất thủ và quốc vương Shō Nei đầu hàng, Rizan bị bắt giam cùng quốc vương và một số quan lại khác. Họ được đưa tới Kagoshima, trị sở của phiên Satsuma, và sau đó tới Sunpu, nơi họ gặp cựu Tướng Quân Tokugawa Ieyasu, và bị buộc phải đưa ra một số lời thề trung thành với các lãnh chúa Shimazu của Satsuma. Do từ chối tuyên thệ, Rizan đã bị chặt đầu.. Sau khi ông chết, phủ của ông bị Satsuma đốt, hai em trai của ông cũng bị Satsuma tróc nã.
Rizan tinh thông karate, các truyền thuyết và tin đồn nói rằng Satsuma đã cần phải huy động một số người mới có thể đánh bại sức kháng cự và hành hình được ông.